# Samois-sur-Seine
Samois-sur-Seine is een gemeente in het Franse departement Seine-et-Marne (regio Île-de-France) en telt 2079 inwoners (2004). De plaats maakt deel uit van het arrondissement Fontainebleau.

## Geografie
De oppervlakte van Samois-sur-Seine bedraagt 6,3 km², de bevolkingsdichtheid is 330,0 inwoners per km².
De onderstaande kaart toont de ligging van Samois-sur-Seine met de belangrijkste infrastructuur en aangrenzende gemeenten.

## Demografie
Onderstaande figuur toont het verloop van het inwonertal (bron: INSEE-tellingen).

## festival
Samois-sur-Seine was de woonplaats van de gitarist Django Reinhardt, die hier jaarlijks wordt herdacht tijdens een festival dat zijn naam draagt.